# Gorenflos
Gorenflos es una comuna francesa situada en el departamento de Somme, en la región de Alta Francia.

## Demografía
| 250 | 251 | 219 | 215 | 198 | 232 | 238 |
| Para los censos de 1962 a 1999 la población legal corresponde a la población sin duplicidades (Fuente: INSEE [Consultar]) |     |     |     |     |     |     |